# Donato Etna

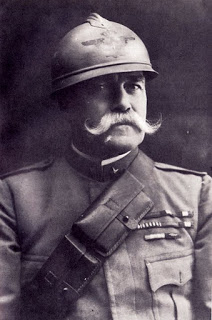
Donato Etna

Donato Etna (geboren 15. Juni 1858 in Mondovì; gestorben 11. Dezember 1938 in Turin) war ein italienischer General und Senator des Königreichs.

## Leben
Die Eltern von Donato Etna waren offiziell nicht bekannt. Laut eines Vermerks in seiner Personalakte war er der natürliche Sohn des Königs von Sardinien-Piemont und späteren italienischen Königs Viktor Emanuel II. Seine Mutter soll eine Volksschullehrerin aus dem piemontischen Frabosa Soprana gewesen sein, die ihn im Alter von sechs Monaten zur Pflege gab. Seine Kindheit verbrachte er bei Bergbauern in Pamparato in der Provinz Cuneo, die ihn aufzogen, bis er sieben Jahre alt war. Die Gemeindeverwaltung von Pamparato ernannte ihn 1934 zum Ehrenbürger der Gemeinde. Nach seiner Einschulung besuchte Etna zunächst das bischöfliche Internat in Mondovì und anschließend das technische Internat in Florenz. Als er 18 Jahre alt war, wurde er in die Militärschule für angehende Infanterieoffiziere in Modena aufgenommen.
Nach der zweijährigen Ausbildung trat er 1879 seinen Dienst als Unterleutnant beim 23. Infanterieregiment an. 1882 wurde er, mittlerweile zum Leutnant befördert, dem 5. Alpiniregiment unterstellt. 1891 besuchte er die Kriegsschule in Turin. Nach mehreren wechselnden Aufgaben bei den italienischen Gebirgsjägern und der Infanterie wurde er 1898 im Rang eines Majors den italienischen Kolonialtruppen in der Kolonie Eritrea zugeteilt. Nach sechs Monaten Dienst in der Kolonie kehrte er Ende 1898 wieder nach Italien zurück. Es sollte aber nicht sein letzter Einsatz in den Italienischen Kolonien in Afrika bleiben. Nach seiner Rückkehr nach Italien durchlief er weiter die militärische Karriereleiter. Nach seiner Beförderung zum Oberstleutnant 1901 übernahm er das Kommando über das Alpini-Bataillon Morbegno. Unter seiner Regie wurden die neuen grüngrauen Felduniformen getestet, die im Ersten Weltkrieg die Standarduniform beim italienischen Heer war. 1906 wurde er zum Oberst und 1912 zum Generalmajor befördert. Mit seiner Ernennung zum General wurde ihm das Kommando über die Infanteriebrigade „Puglie“ anvertraut.
Anfang 1913 schiffte er sich an der Spitze der 2. Alpinibrigade nach Tripolitanien ein und nahm mit seinem Verband an der Niederschlagung des arabischen Widerstandes teil, der nach dem Italienisch-Türkischen Krieg aufgeflammt war. Nach seiner Rückkehr nach Italien im Mai 1913 verblieb er Kommandeur der 2. Alpinibrigade, die er auch noch führte, als Italien im Mai 1915 in den Ersten Weltkrieg eintrat. Mit seinen von ihm befehligten Alpinieinheiten konnte er sich im Juni 1915 mit der Eroberung des Monte Nero am Oberlauf des Isonzo auszeichnen. Mit der Eroberung des Monte Nero, in einer sonst für die italienischen Truppen eher wenig erfolgreichen Anfangsphase des Krieges, verschaffte er sich auch beim italienischen Generalstabschef Luigi Cadorna Gehör. Im August 1915 wurde er zum Generalleutnant befördert und ihm das Kommando über die bei Cortina d’Ampezzo in den Ampezzaner Dolomiten stehende 17. Infanteriedivision anvertraut. Anschließend übernahm er Anfang 1916 den Oberbefehl über die 28. Infanteriedivision. Da Etna das volle Vertrauen Cadornas genoss, wurde er im April 1916, als immer mehr Hinweise auf eine anstehende österreichisch-ungarische Offensive in Südtirol beim italienischen Generalstab eintrafen, mit der schwierigen Aufgabe betraut, die wichtige Sperre Cismon-Brenta in der Valsugana zu verteidigen. Da er die ihm gestellte Aufgabe mit Bravour bestand, wurde er mit dem Militärorden von Savoyen ausgezeichnet sowie zum Korpskommandant ernannt und ihm das XVIII. Armeekorps unterstellt.
Im Sommer 1916 hatte er den Oberbefehl über die am Lagorai stehende Kampfgruppe Ferrari inne, deren Einheiten es Ende August 1916 gelang den 2494 m hohen Monte Cauriol zu erobern. Anschließend leitete er im Oktober die Arbeiten der ersten von Bassano del Grappa zum Monte Grappa führenden Straße, die sich nach der 12. Isonzoschlacht als wichtige Nachschubverbindung der italienische Frontlinien auf dem Grappa-Massiv im letzten Kriegsjahr herausstellen sollte. Während der Ortigaraschlacht im Juni 1917 führte er erneut das zwischen der Valsugana und dem Lagorai stehende XVIII. Korps.
Im September des gleichen Jahres unterstanden Etna die Truppen, die in Carzano östlich von Borgo Valsugana mit Hilfe des slowenischen Überläufers und Majors der k.u.k. Armee Ljudevit Pivko in einem handstreichartigen Unternehmen die österreichisch-ungarischen Linien durchbrechen und den anschließenden Vorstoß bis nach Trient ermöglichen sollten. Der Plan scheiterte nach Urteil des italienischen Nachrichtendienstoffiziers und Cesare Pecorelli Lalatta auch daran, dass Etna nicht der geeignete Befehlshaber für dessen Ausführung war. Schnell ausgeführte auf dem Überraschungseffekt basierende Aktionen widersprachen nach Pecorelli Lalattas Urteil, der von Etna bevorzugten Taktik, die auf vorsichtige, auf längere Zeit ausgelegte Aktionen basierte. Das gescheiterte Unternehmen in Carzano, das mit zahlreichen italienischen Verlusten verbunden war, löste eine Untersuchung aus, bei der auch die Position Etnas in Frage gestellt wurde. Aufgrund seiner „königlichen“ Herkunft ging man jedoch der Frage nicht weiter nach. Die Angelegenheit kostete ihm jedoch wenige Tage nach der Aktion am 18. September das Kommando über die 6. Armee, die er nach der Absetzung von Ettore Mambretti  seit Juli ad interim führte, und die in der Folge aufgelöst wurde.
Knapp einen Monat später wurde ihm im Oktober 1917 das Kommando über das XXX. Korps anvertraut, das er bis Anfang Juni 1918 führte. Das Korps unterstand ihm auch beim Rückzug der italienischen Armee an den Piave nach der 12. Isonzoschlacht. In der Folge war er mit dem Korps während der Ersten Piaveschlacht in Abwehrkämpfe am Monte Grappa verwickelt. Von Juni bis September stand er zur besondere Verfügung des italienischen Oberkommandos, bevor ihm erneut kurzzeitig das XVIII. Korps unterstand und er dann das Kommando über das I. Korps übernahm, welches er über das Kriegsende hinaus bis Anfang 1919 innehatte.
Im Januar 1919 übernahm er das Territorialkommando in Turin. Während der von Gabriele D’Annunzio ausgelösten Fiumekrise im September 1919 sympathisierte er offen für das nationalistische Lager. Als er nach der Verhaftung von einigen Offizieren, die für die Besetzung Fiumes protestiert hatten, beim Präfekten von Turin deren sofortige Freilassung unter Gewaltandrohung einforderte, wurde Etna seines Postens enthoben und zur besonderen Verfügung gestellt. Kurz danach trat er der von Benito Mussolini gegründeten Bewegung der Fasci di Combattimento bei, aus der 1921 die Nationale Faschistische Partei hervorgehen sollte. Bei der Parlamentswahl im November 1919 kandidierte er erfolglos für die rechts-nationale Lista della Vittoria.
Nach dem Regierungsantritt Mussolinis wurde er 1923 wieder in den aktiven Staatsdienst übernommen und dem von Mussolini selbst geleiteten Innenministerium unterstellt. Bis zu seinem altersbedingten Ausscheiden 1925 diente er in der Präfektur in Alessandria und später als Kommissar, dem Regierungsvertreter, in der Gemeindeverwaltung von Turin. Von 1929 bis 1936 war er Vizepräsident der Sparkasse Turin und von 1928 bis 1930 Präsident der Sektion Turin des Alpini-Reservistenverbandes (ANA). Das letztgenannte Amt gab er im Kontrast mit der zunehmenden Einmischung der Faschisten in den Verband freiwillig auf. Im November 1933 wurde er auf eigenen Vorschlag hin zum Senator ernannt. Im Senat gehörte er bis zu seinem Tode 1938 dem Ausschuss des Obersten Gerichtshofes an.
Donato Etna war verheiratet und widmete sich in seiner Freizeit agrarwissenschaftlichen Studien.